# Gyroweisia shansiensis
Gyroweisia shansiensis är en bladmossart som beskrevs av Kyuichi Sakurai 1949. Gyroweisia shansiensis ingår i släktet Gyroweisia och familjen Pottiaceae. Inga underarter finns listade i Catalogue of Life.